# Domaine (film)
Pour les articles homonymes, voir Domaine.
Pour plus de détails, voir Fiche technique et Distribution.
Domaine est un film franco-autrichien réalisé par Patric Chiha en 2009. La Première mondiale a eu lieu à la Mostra de Venise 2009. Le film a été nommé au Prix Louis Delluc du premier film.

## Synopsis
Pierre, un adolescent, passe tout son temps avec Nadia, une femme flamboyante d’une trentaine d’années. Leur relation est amicale, presque amoureuse. L’anarchie qui règne dans la vie de Nadia fascine ce jeune homme au seuil de l’âge adulte. Mais Nadia est une femme blessée, dépendante de l’alcool. Petit à petit elle s’abandonne. Pierre pense pouvoir l’aider, la retenir…

## Fiche technique
- Titre : Domaine
- Réalisation et scénario : Patric Chiha
- Photographie : Pascal Poucet
- Son : Walter Fiklocki
- Montage : Karina Ressler
- Montage son et mixage : Mikaël Barre
- Musique originale : Milkymee
- Assistant réalisateur : Guillaume Huin
- Décors : Céline Cayron, Maria Gruber
- Costumes : Pierre Canitro
- Direction de production : Sylvie Henrion
- Productrice : Charlotte Vincent
- Coproducteurs : Ebba Sinzinger, Vincent Lucassen
- Production : Aurora Films
- Coproduction : Wildart Film
- Format : 35 mm - couleur - 1.85 - Dolby SRD
- Genre : drame
- Durée : 110 minutes
- Pays de production :  France et  Autriche
- Langue de tournage : français
- Année de production : 2009
- Dates de sortie : 
  - France : 14 avril 2010
  - Autriche : 24 septembre 2010
  - États-Unis : 13 janvier 2012

## Distribution
- Béatrice Dalle : Nadia
- Isaïe Sultan : Pierre
- Alain Libolt : Samir
- Raphaël Bouvet : John
- Sylvie Rohrer : Barbara
- Udo Samel : le directeur du sanatorium
- Tatiana Vialle : la mère
- Bernd Birkhahn : Schwarzbach
- Manuel Marmier : Fabrice
- Gisèle Vienne : Marie
- Gloria Pedemonte : Gloria
- Thomas Landbo : Sven